# 小黄蜡果
小黄蜡果（学名：Stauntonia brachyanthera var. minor）为木通科野木瓜属下的一个变种。